# 小石テレビ中継局

小石テレビ中継局（こいしテレビちゅうけいきょく）は、北海道宗谷郡猿払村小石に置かれていたテレビ放送の中継局。

## 中継局概要

### アナログテレビ放送
| チャンネル 番号 | 放送局名             | 空中線 電力         | ERP                 | 偏波面   | 放送対象地域                         | 放送区域 内世帯数 | 運用開始日      |
| --------------- | -------------------- | ------------------- | ------------------- | -------- | ------------------------------------ | ----------------- | --------------- |
| 49              | NHK 旭川教育         | 映像100mW/ 音声25mW | 映像250mW/ 音声61mW | 水平偏波 | 全国                                 | -                 | 1976年 12月17日 |
| 51              | NHK 旭川総合         | 映像100mW/ 音声25mW | 映像250mW/ 音声61mW | 水平偏波 | 道北圏 （上川・留萌・ 宗谷・北空知） | -                 | 1976年 12月17日 |
| 53              | HBC 北海道放送       | 映像100mW/ 音声25mW | 映像250mW/ 音声61mW | 水平偏波 | 北海道                               | -                 | 1976年 12月17日 |
| 55              | STV 札幌テレビ放送   | 映像100mW/ 音声25mW | 映像250mW/ 音声61mW | 水平偏波 | 北海道                               | -                 | 1976年 12月17日 |
| 57              | HTB 北海道テレビ放送 | 映像100mW/ 音声25mW | 映像250mW/ 音声61mW | 水平偏波 | 北海道                               | -                 | 1976年 12月17日 |
| 59              | UHB 北海道文化放送   | 映像100mW/ 音声25mW | 映像250mW/ 音声61mW | 水平偏波 | 北海道                               | -                 | 1976年 12月17日 |

- 所在地： 猿払村小石
- 放送エリア： 猿払村の一部（一部地域は知駒中継局によってカバーされている）
- 2011年7月24日をもってすべて廃止された。なお、テレビ北海道（TVh）にはチャンネルが割り当てられていなかった。

### デジタルテレビ放送
| リモコン 番号 | 放送局名             | チャンネル 番号 | 空中線 電力 | ERP | 偏波面 | 放送対象地域 | 放送区域 内世帯数 | 運用開始日 |
| ------------- | -------------------- | --------------- | ----------- | --- | ------ | ------------ | ----------------- | ---------- |
| 1             | HBC 北海道放送       | 29              | -           | -   | -      | 北海道       | -                 | -          |
| 2             | NHK 旭川教育         | 27              | -           | -   | -      | 全国         | -                 | -          |
| 3             | NHK 旭川総合         | 31              | -           | -   | -      | 北海道       | -                 | -          |
| 5             | STV 札幌テレビ放送   | 23              | -           | -   | -      | 北海道       | -                 | -          |
| 6             | HTB 北海道テレビ放送 | 21              | -           | -   | -      | 北海道       | -                 | -          |
| 8             | UHB 北海道文化放送   | 25              | -           | -   | -      | 北海道       | -                 | -          |

- 当初、2010年の開設が予定されていた[4]が、2010年3月31日にロードマップが修正され[4]、ケーブルテレビによるカバーとなった[4]。TVhについてはチャンネル割当が計画されていなかった。
- TVhについては、2014年10月10日の知駒中継局の運用開始に合わせて猿払村の有線放送施設の改修工事が行われ、視聴が可能になった[5]。